# Посвящение мира Непорочному сердцу Девы Марии

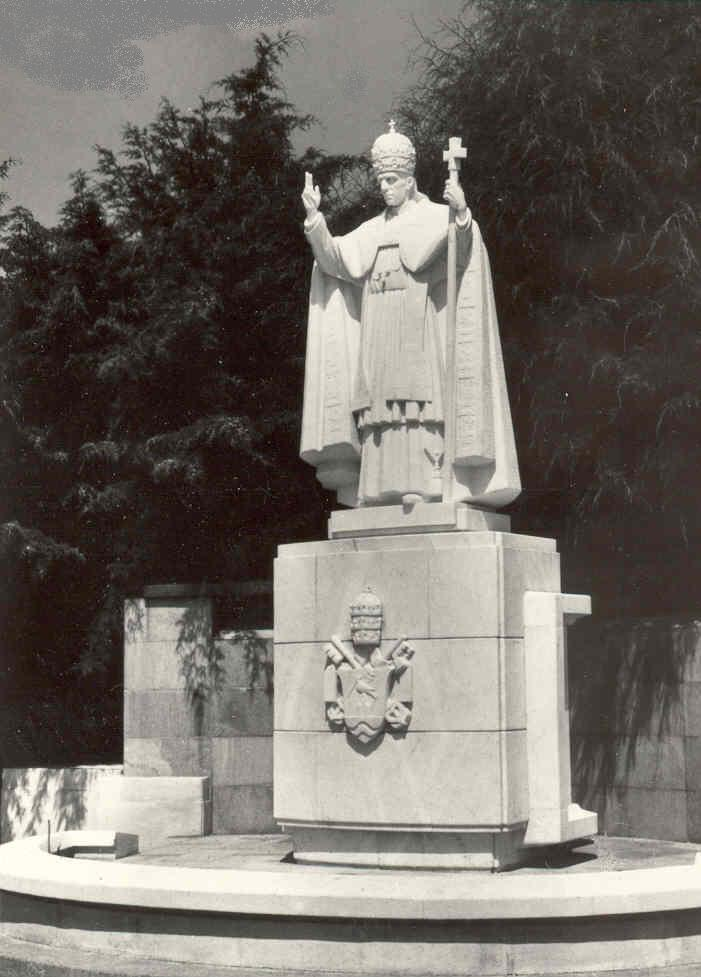
Статуя Папы Пия XII в Фатиме.

Посвящение мира Непорочному сердцу Девы Марии — совершённое 31 октября 1942 года посвящение Папой Пием XII всего мира Деве Марии как Царице Покоя через её Непорочное сердце. Посвящение состоялось в связи с полученными Блаженной Александриной из Балазара вестей от Иисуса и Богородицы, которые она передала своему духовнику — отцу Мариано Пиньо. Посвящение было повторено 8 декабря 1942 года.

## Предпосылки
В 1917 году во время явлений в Фатиме было предсказано начало Второй мировой войны и необходимость посвящения России Непорочному сердцу Божьей матери. Впоследствии эти просьбы были повторены в 1929 году в городе Туй и в 1931 году в Рианхо.

## Исторический контекст
В это время происходила Сталинградская битва, а войска генерала Роммеля в Северной Африке захватывали стратегические районы, продвигаясь к Суэцкому каналу. Папа Пий XII призвал к крестовому походу во имя Марии, царицы Мира, и отметил, что только её вмешательство способно спасти ситуацию. Примечательно, что в посвящении отдельно была упомянута военная победа:
Мир в правде, справедливость и милость Христа. Дайте мир их оружию и мир их умам.

## Последствия
Сторонники Папы отмечают, что после обращения ситуация на фронтах радикально изменилась. 19 ноября 1942 года началась операция Уран, приведшая к освобождению Сталинграда 2 февраля 1943 года, в Сретение Господне. Сталинградская битва официально считается переломом во Второй мировой войне. Британские войска в битве под Эль-Аламейне имели первый успех и, по словам Черчилля, британская армия, не знавшая до тех пор побед, теперь не знала поражений. На Тихом океане японские войска потерпели сокрушительное поражение в Битве за Гуадалканал.
По словам сестры Лусии Сантуш, посвящение 1942 года было принято на небесах.